# 木下亨平
木下 亨平（きのした こうへい、1997年7月15日 - ）は、日本のプロレスラー。

## 経歴
2016年
- 9月25日、DOVE広島マリーナホップ大会にて、対岡田剛史＆青木雄基組戦でデビュー（パートナーはサウザー）。

2017年
- 12月26日、FREEDOMS後楽園大会、群雄割拠其の二 国盗り合戦トーナメント優勝決定戦にてグルクンマスク＆ウルトラソーキ＆ヒージャーキッドマン組に敗北。（パートナーはグンソ、"brother"YASSHI）

2019年
- 8月3日、BASARA東京・新宿FACE大会で行われた、UWA世界6人タッグ選手権試合で王者組・関根龍一＆木高イサミ＆下村大樹組に敗北。（パートナーは谷嵜なおき、"brother"YASSHI）
- 8月31日、別冊666大阪・なんば紅鶴大会で行われた、シアタープロレス花鳥風月認定新風流人タッグ選手権試合で王者組・山田太郎＆小仲＝ペールワンに敗北。（パートナーは谷口弘晃）
- 10月20日、DOVE東京・新木場1stRING大会で行われた、DOVEプロレスタッグ選手権試合において王者組・"brother"YASSHI＆ティーダヒート組に敗北。（パートナーは政岡純）
- 10月26日、666東京・新木場1stRING大会で行われた、シアタープロレス花鳥風月認定新風流人タッグ王座＆666きかんしゃ級ダブルタイトルマッチにおいて山田太郎＆小仲＝ペールワンと引き分け両チーム防衛。（パートナーは"brother"YASSHI）

2020年
- 2月8日、DOVE東京・新木場1stRING大会で行われたUWA世界6人タッグ選手権試合において王者組・谷嵜なおき＆中津良太＆瀧澤晃頼組に敗北。（パートナーは近野剣心、政岡純）
- 7月19日、BASARA東京・新木場1stRING大会で行われた、頂天トーナメント1回戦においてSAGATに勝利し2回戦進出、同日に行われた2回戦で中津良太に敗北し2回戦敗退。

2021年
- 3月13日、TTT東京・新木場1stRING大会で行われた、CCW認定カナディアンヘビー級選手権試合において王者・佐山駿介に勝利し第12代王者となる。
- 4月5日、DOVE大阪・梅田TRAD大会 BREAK ON THROUGH 2021トーナメント[1]1回戦において拳剛に敗れ1回戦敗退。
- 4月17日、TTT東京・新木場1stRING大会で行われた、CCW認定カナディアンヘビー級選手権試合において挑戦者・ガッツ石島に勝利し初防衛に成功。
- 4月19日、右肩鎖関節脱臼と診断されしばらくの間欠場となると発表。
- 7月10日、TTT東京・新木場1stRING大会で行われた、CCW認定カナディアンヘビー級選手権試合において挑戦者・塚本拓海に敗北し2度目の防衛に失敗。
- 8月14日、TTT東京・新木場1stRING大会で行われた、TTT認定インディー統一タッグ初代王座決定トーナメント1回戦において怨霊＆竹田光珠組に敗れ1回戦敗退。（パートナーは梶トマト）
- 10月30日、666東京・新木場1stRING大会で行われた666認定機関車級選手権試合において挑戦者組・K666＆寧々∞D.a.i組に敗れ防衛に失敗。（パートナーは"brother"YASSHI）
- 11月6日、TTT東京・新木場1stRING大会で行われたTTT認定インディ統一タッグ選手権試合において王者組・ツトム・オースギ＆バナナ千賀組に敗れる。（パートナーはレイパロマ）

2022年
- 3月12日、TTT東京・新木場1stRING大会で行われたGWC認定6人タッグ選手権試合において王者組・TORU＆瀧澤晃頼＆後藤哲也組に勝利し第30代王者となる。（パートナーは政岡純、青木魔太郎）
- 4月28日、DOVE大阪・梅田TRAD大会で行われたDOVE世界ヘビー級選手権試合において王者・"brother"YASSHIに勝利し第12代王者となる。

## 人物
- 弟は総合格闘家の木下憂朔。
- 幼少期より大阪プロレスが開催していたプロレス教室に通っていた。[2]
- 好きな食べ物はラーメン。[3]
- 趣味はラジオを聴くこと。[4]
- プロレス教室時代トレーナーは、タイガースマスク、ペロ、スーパードルフィン（現 HUB）、内田 祥一、小峠篤司、アイスペンギン、えべっさん、タコヤキーダー、アルティメットスパイダーJr.、タダスケ、など多数。
- ダブプロレス入団後のトレーナーはグンソ、HAYATA、YO-HEY、"brother"YASSHI、谷嵜なおき、など多数。

## タイトル歴
- 666認定きかんしゃ級王座
- シアタープロレス花鳥風月認定新風流人タッグ王座
- TTT認定インディー統一タッグ王座
- GWC認定6人タッグ王座
- CCWカナディアンヘビー級王座
- DOVE世界ヘビー級王座
- UWA世界タッグ王座
- WDW6人タッグ王座

## 得意技
- ジャーマンスープレックス

## 入場テーマ曲
- Don'tstop / 5 Seconds of Summer - 現在の入場曲
- Party Till We Die / MAKJ & Timmy Trumpet Feat. Andrew W.K. - REAL HIPSTAR入場曲